# 牧庵鞭牛
牧庵 鞭牛（ぼくあん べんぎゅう、宝永7年（1710年） - 天明2年9月2日（1782年10月8日））は、江戸時代中期に陸奥国で活動した僧。
1710年（宝永7年）、和井内村（現在の岩手県宮古市）の農家にて出生。成長後は炭鉱夫などに従事していたが、22歳の時、母の死を機に仏門に入る。1748年、32歳の時に栗林村（現在の岩手県釜石市）曹洞宗常楽寺住職、38歳で林宗寺住職になる。
1755年（宝暦5年）、46歳の時に三陸・閉伊地方を襲った飢饉（宝暦の飢饉）の被害のあまりの大きさに直面し、古くから陸の孤島であったこの地方と内陸とを結ぶ道を築く事を決意し、以後は三陸沿岸の海辺道をはじめ、宮古から盛岡に至る往路などの開削に生涯を捧げることとなる。
鑿や玄翁といった基本的な道具を使用し、道を塞ぐ巨岩に対しては薪で熱し冷水をかけ、脆くしてから破壊するという当時としては画期的な方法（浮金）を用い、様々な難所を切り開くことに成功する。始めは鞭牛の行為を不信に思っていた住民らも、朝晩雨天構わず己の心身を省みない彼の献身に感銘を受け、次第に協力するようになっていった。
1765年（明和4年）には、盛岡藩より長年の開削の功績を称えられ、終身扶持を賜る。
鞭牛が開いた、宮古（閉伊）街道と呼ばれる往路は、総延長109kmに及ぶ。現在の国道106号線はこの街道を元に整備されたものである。
鞭牛が73歳で没する1782年（天明2年）までに携わった道路は、宮古〜盛岡間の宮古街道をはじめ、吉里吉里〜山田間、腹帯〜南川目間、宮古〜岩泉間、橋野〜鵜住居間などであり、その改修の総延長は、およそ400kmという驚異的な距離であった。

## その他
- 釜石市には、鞭牛の隠居屋敷があり、市指定文化財となっている。
- 現在でも宮古街道沿いには和尚が建立したとされる石碑「普請供養塔」が残っている。

## 参考資料
- 岩手県庁『岩手県史 第五巻 近世篇 2』1963年1月30日。